# Pylaisia intricata
Pylaisia intricata là một loài Rêu trong họ Hypnaceae. Loài này được (Hedw.) Schimp. miêu tả khoa học đầu tiên năm 1854.